# جزيرة مجنون

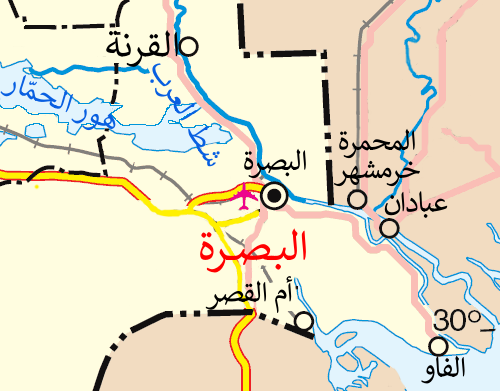

جزيرة مجنون هي جزيرة تقع في جنوب العراق قرب القرنة وهي مركز إنتاج النفط في حقول نفط مجنون. تم بناء المنطقة من الكثبان الرملية والطين لخلق مسارات لخطوط أنابيب النفط.
قبل حرب الخليج الثانية، ما يقرب سدس إنتاج النفط في العراق، حوالي 7 ملايين برميل (1,100,000 متر مكعب) موجود في الجزيرة. وتعافى الإنتاج بسرعة بعد أن كانت الجزيرة ساحة قتال في حرب الخليج الأولى، وخاصة خلال عملية خيبر عام 1984. على أي حال، وبعد فرض العقوبات من قبل الأمم المتحدة وغزو العراق عام 2003، انخفض إنتاج النفط إلى 46,000 برميل في اليوم (7,300 متر مكعب في اليوم).
في شهر كانون الأول 2009 منحت الحكومة العراقية ترخيص لشركتي رويال داتش شل وبتروناس لأستخراج النفط من حقول نفط مجنون، ومضاعفة الإنتاج إلى ثلاثة أضعاف من احتياطي يقدر ب 13 مليار برميل. وفرض رسوم تقدر بـ 1.39 دولار للبرميل الواحد. وتشاركة شركة تابعة لوزارة النفط العراقية بـ 25% وشركة رويال داتش شل بـ 45% وشركة بتروناس بـ 30%.